# Бајрон (Мичиген)
Бајрон (енгл. Byron) град је у америчкој савезној држави Мичиген.

## Демографија
По попису из 2010. године број становника је 581, што је 14 (-2,4%) становника мање него 2000. године.
| Група             | 2000.       | 2010.       |
| Белци             | 562 (94,5%) | 551 (94,8%) |
| Афроамериканци    | 0 (0,0%)    | 6 (1,0%)    |
| Азијати           | 0 (0,0%)    | 1 (0,2%)    |
| Хиспаноамериканци | 13 (2,2%)   | 12 (2,1%)   |
| Укупно            | 595         | 581         |